# Nytorp (Glömsta)

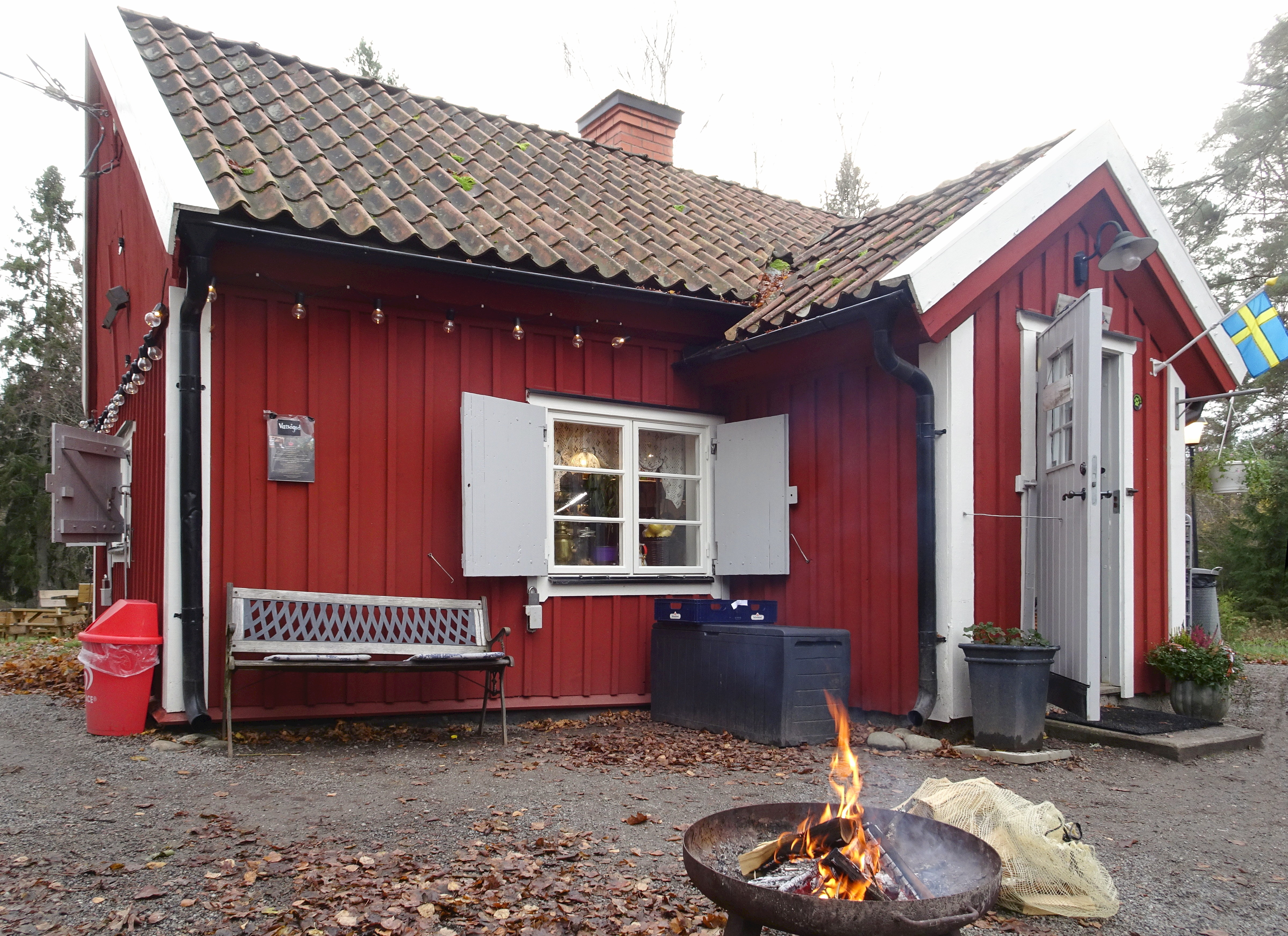
Nytorp i november 2019.

Nytorp är ett före detta torp med anor från 1600-talets mitt beläget vid Gamla Stockholmsvägen 89 i kommundelen Glömsta i Huddinge kommun, Stockholms län. Fastigheten ägs av Huge Bostäder och hyrs ut för kaféverksamhet.

## Historik

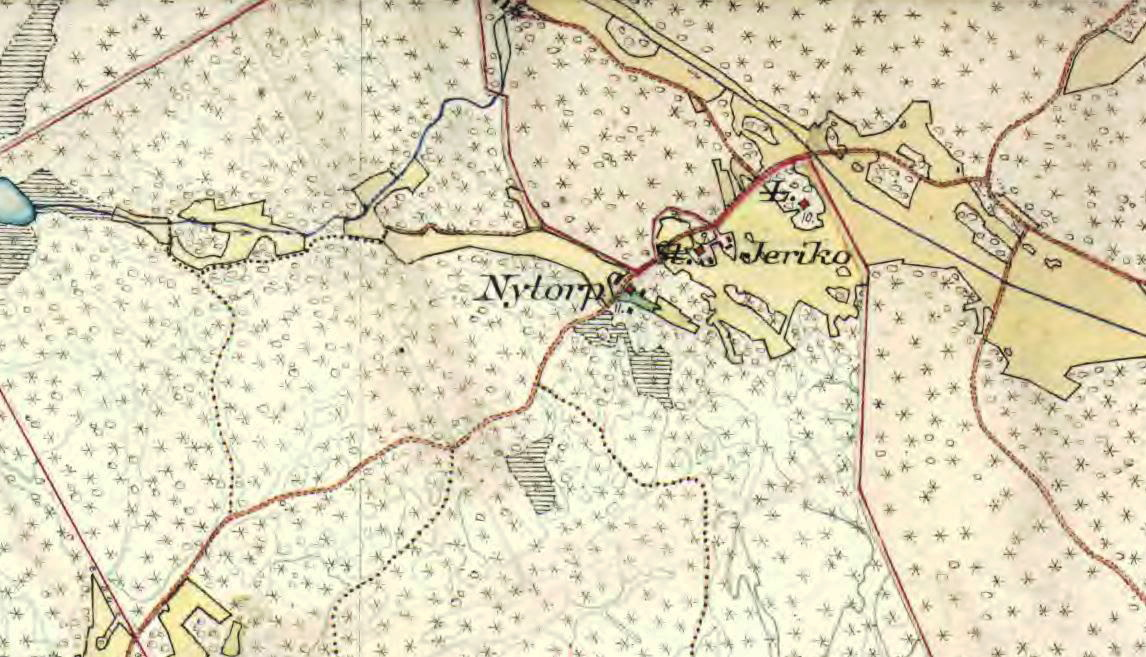
Torpen Nytorp och Jeriko, omkring 1900.

Vid Gamla Stockholmsvägen 89, intill Källbrinks IP ligger Nytorp som lydde under Vistabergs gård. Huvudbyggnaden (dagens stuga) uppfördes i mitten av 1600-talet, men har renoverats några gånger sedan dess. Läget var väl valt eftersom Stockholms enda färdväg söderut gick förbi här på 1600-talet: Göta landsväg. 
Stället kallades även Smörpundet och på en karta från 1704 återfinns både Smörpundsängen och Smörpunds Kierret. Det pittoreska namnet inspirerades troligen av en närbelägen bergsknalle som liknar en bytta för smör. Som Nytorp (ett nybyggt torp) omnämns stället första gången i en husförhörslängd 1843. Namnet Nytorp etablerades från och med 1859. Den första torparen i det nya torpet var Carl Carlsson (född 1807) med hustru Christina Catharina Stenberg (född 1808). De hade sju barn och sysselsatte även två drängar och en piga.
Närmaste granne i norr var 1600-talstorpet Jeriko (även kallad Kvarngöle) som låg växelvis under Fullersta gård, Vistabergs gård respektive Glömsta gård. Stugan revs på 1980-talet och på dess plats finns idag en av Källbrink IP:s tennisbanor.

## Småbruk, tvätteri och kafé

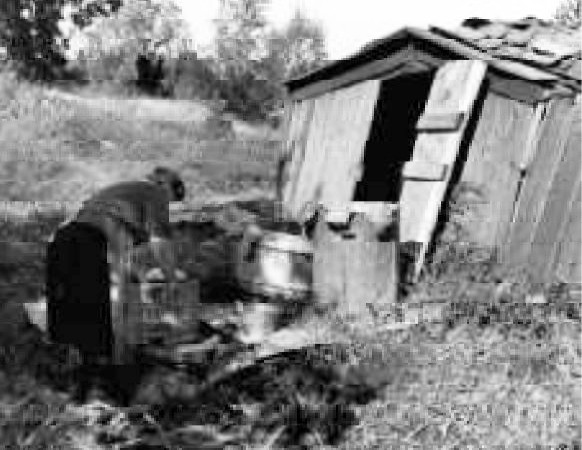
Tvättstugan på 1940-talet.

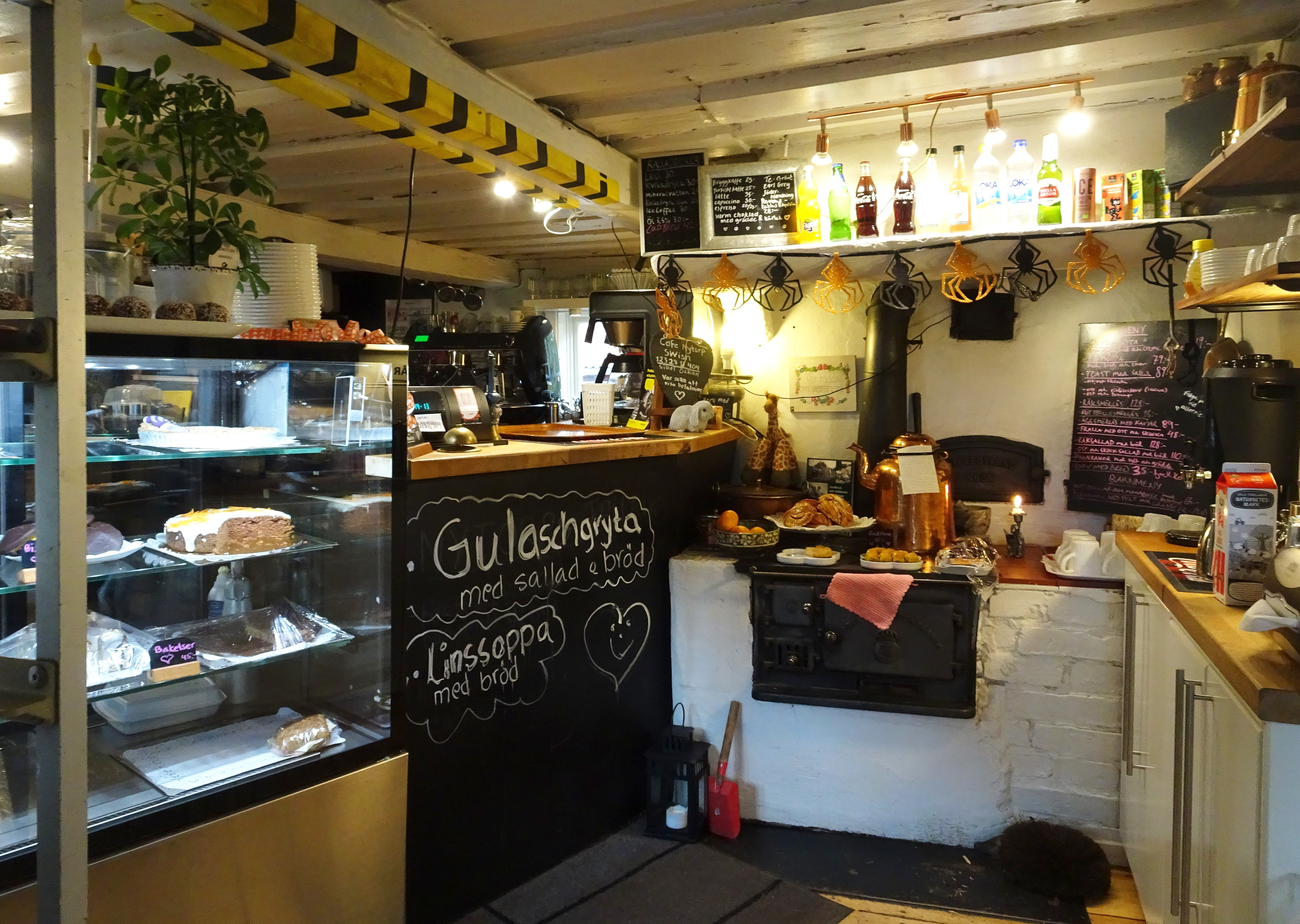
Café Nytorp, interiör, 2019.

År 1916 avskiljdes Nytorp från Vistaberg och blev självständigt småbruk. 1919 köptes marken av Mälareprovinsernas egnahemsaktiebolag för 11 500 kronor. Meningen var att stycka området för egna hem, som dock inte blev av. Ett år senare förvärvades Nytorps ägor av slaktaren och lantbrukaren Nestor Leander Andersson (född 1883) med hustru Clara Albertina Karlsson (född 1882). De fick fyra barn, tre döttrar och en son. Den ena dottern avled kort efter födseln. 
Gårdens areal omfattade då fem hektar åker och 17,6 hektar skog samt 1,25 hektar övrig mark. På 1940-talet fanns en häst, två kor, ett ungdjur, fem svin och några höns på Nytorp. Till bebyggelsen hörde utöver mangården även stall, ladugård och loge samt svin- och hönshus. Ladugården låg på andra sidan av landsvägen. Samtliga ursprungliga uthus är numera rivna. På ladugårdens plats finns idag en bilparkering.
För att dryga ut inkomsten bedrevs även ett litet tvätteri, vilket var vanligt vid den tiden på torpställen och småbruk i Huddinge socken. Tvättstugan var ett ganska fallfärdigt ruckel och låg intill en utgrävd damm som fick sitt vatten från ett utflöde av sjön Gömmaren. Verksamheten sköttes av hustru Clara som tvättade åt grannar, några familjer i Stockholm och ett hotell. Vid sidan om jordbruket arbetade maken Nestor även som slaktare på grannen Öbergs grisfarm.
Huddinge kommun förvärvade egendomen i två omgångar, 1947 (marken) och 1980 (huvudbyggnaden). Idag är fastighetsägare kommunala Huge Bostäder. Sedan 1991 uthyrs den gamla torpstugan för verksamhet som sommarkafé som sedan 2016 håller öppet året runt av sin nya ägare.